# NGC 7559A
NGC 7559A (другие обозначения — PGC 70864, NGC 7559-1, UGC 12463, MCG 2-59-14, ZWG 431.28) — галактика в созвездии Пегас.
Этот объект входит в число перечисленных в оригинальной редакции «Нового общего каталога».